# Томас Релер
Томас Релер (Јена, 30. септембар 1991.) немачки је атлетичар који се такмичио у бацању копља. Он је олимпијски шампион 2016. и европски шампион 2018. године. Његов лични рекорд од 93,90 м сврстава га на треће место бацача копља са најдужим хицима икада.

## Каријера
Релер  је почео да се бави атлетиком као дете 1998. године. Одрастао у Јени, где је похађао спортску средњу школу. Наставио је да студира на Универзитету у Јени. Прво се такмичио као скакач у вис и троскокаш. У бацању копља је 2010. први пут остварио даљину од преко седамдесет метара, па је представљао своју земљу на Светском јуниорском првенству, где је завршио на деветом месту. Ту годину је завршио са личним рекордом од 76.37 метара. Следеће године је освојио 7. место на Европском првенству за јуниоре са хицем од 78.20 метара.
Први пут је пребацио осамдесет метара на митингу у Санкт Венделу (80,79 м).
На Европском првенству за млађе сениоре 2013. био је трећи. Релер је на Светском првенству 2013. бацио испод 75 метара.

### Олимпијски првак у Рио де Жанеиру 2016.
На Олимпијским играма 2016. у Рио де Жанеиру освојио је златну медаљу хицем од 90,30 м.

На Светском првенству 2017. завршио је као четврти са хицем од 88,26 м, шест сантиметара иза трећепласираног. У августу 2018. освојио је злато на Европском првенству бацивши копље на даљину од 89,47 м. Освојио је још једну златну медаљу у септембру, на Континенталном купу 2018. бацивши копље 87,07 метара.
На Светском првенству 2019. Релер, са својим најбољим хицемо од 79,23 м, није напредовао даље од квалификација.

## Међународна такмичења
| Година                 | Такмичење                                 | Место                         | Позиција               | Дисциплина             | Резултат               | Белешка                |
| Представљајући Немачку | Представљајући Немачку                    | Представљајући Немачку        | Представљајући Немачку | Представљајући Немачку | Представљајући Немачку | Представљајући Немачку |
| ---------------------- | ----------------------------------------- | ----------------------------- | ---------------------- | ---------------------- | ---------------------- | ---------------------- |
| 2012                   | Европско првенство                        | Хелсинки, Финска              | 13.                    | Бацање копља           | 78.89 м                |                        |
| 2013                   | Зимски куп Европе у бацачким дисциплинама | Кастељон де ла Плана, Шпанија | 2.                     | Бацање копља           | 81.87 м                |                        |
| 2013                   | Светско првенство                         | Москва, Русија                | 29.                    | Бацање копља           | 74.45 м                |                        |
| 2014                   | Зимски куп Европе у бацачким дисциплинама | Леирија, Португалија          | 2.                     | Бацање копља           | 81.17 м                |                        |
| 2014                   | Европско првенство                        | Цирих, Швајцарска             | 12.                    | Бацање копља           | 70.31 м                |                        |
| 2015                   | Светско првенство                         | Пекинг, Кина                  | 4.                     | Бацање копља           | 87.41 м                |                        |
| 2016                   | Европско првенство                        | Амстердам, Холандија          | 5.                     | Бацање копља           | 80.78 м                |                        |
| 2016                   | Олимпијске игре                           | Рио де Жанеиро, Бразил        | 1.                     | Бацање копља           | 90.30 м                |                        |
| 2017                   | Светско првенство                         | Лондон, Уједињено Краљевство  | 4.                     | Бацање копља           | 88.26 м                |                        |
| 2018                   | Европско првенство                        | Берлин, Немачка               | 1.                     | Бацање копља           | 89.47 м                |                        |
| 2019                   | Светско првенство                         | Доха, Катар                   | 23.                    | Бацање копља           | 79.23 м                |                        |
| 2022                   | Европско првенство                        | Минхен, Немачка               | 22.                    | Бацање копља           | 71.31 м                |                        |